# Denis Couzard
Denis Couzard, né à Bordeaux le 7 novembre 1746 et mort dans la même ville le 25 octobre 1818, est un négociant et homme politique français, président du Corps législatif en 1802.

## Biographie
Né à Bordeaux, Denis Couzard commence une carrière d'homme de loi qui le mène à Saint-Domingue où il exerce la charge de procureur du Roi. Pendant ce séjour de huit ans aux Antilles, il fait fortune dans le négoce,.
Revenu en France, il est désigné le 8 septembre 1791 pour exercer la charge d'accusateur public près le tribunal criminel de la Gironde. Il s'attache cependant à ne pas se faire remarquer dans cette période troublée de la Révolution française, et n'entre ne politique que la Terreur passée.
Élu député de la Gironde au Conseil des Cinq-Cents le 26 germinal an VI, puis réélu le 27 germinal an VII par 252 voix sur 434 votants, il participa principalement aux débats concernant le domaine maritime et colonial, tout particulièrement en prenant la défense de Raymond, député de Saint-Domingue et menacé d'exclusion de l'assemblée,.
Favorable au coup d'État du 18 brumaire, il est désigné par le Sénat conservateur le 4 nivôse an VIII pour représenter le département de la Gironde au nouveau Corps législatif. Il préside cette assemblée du 5 au 20 février 1802, et la quitte le 1er février 1803.
Il décède probablement d'une crise de goutte dans sa propriété bordelaise le 25 octobre 1818.

## Sources
- « Denis Couzard », dans Adolphe Robert et Gaston Cougny, Dictionnaire des parlementaires français, Edgar Bourloton, 1889-1891 [détail de l’édition]